# Lakshmi Mittal

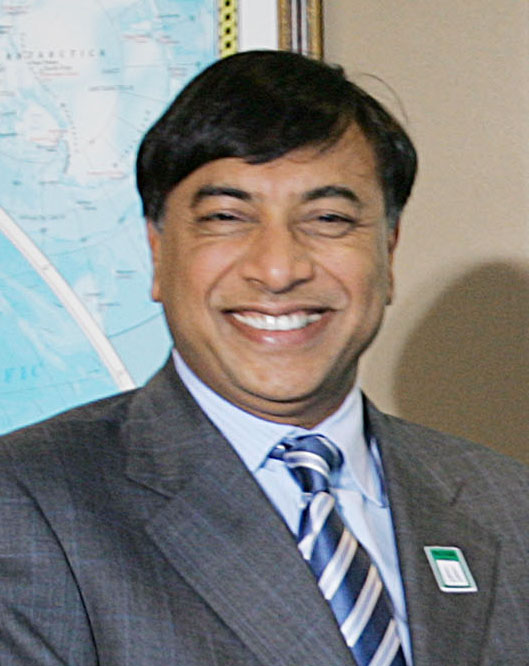
Lakshmi Mittal

Lakshmi Narayan Mittal of Lakshmi Niwas Mittal (Sadalpur, Rajastan, India, 15 juni 1950) is een miljardair en grootindustrieel en eigenaar van het grootste staalconcern ter wereld, Mittal Steel. Op de Forbeslijst van 2008 van rijkste mensen ter wereld stond hij op nummer 4 met een kapitaal van 45 miljard dollar. Door de kredietcrisis is zijn vermogen gekelderd; hij heeft in 2012 nog circa 20,7 miljard dollar over. In de Forbes lijst van rijkste mensen ter wereld staat hij anno 2021 op plaats 133.

## Biografie
Hij werd geboren in een familie die aanvankelijk arm was, maar zijn vader werkte zich op tot partner in een kleine staalfabriek in Calcutta. Lakshmi heeft het familiekapitaal geweldig laten groeien en slaagde erin de ene staalfabriek na de andere op te kopen.
Zijn eerste buitenlandse overname, in 1976, betrof een in moeilijkheden verkerende staalfabriek in Indonesië. Enkele jaren later verwierf hij een staalfabriek in Trinidad en Tobago.
Vervolgens kocht hij een flink aantal herstructureringsbehoeftige staalbedrijven op in ex-communistische landen als Kazachstan, Polen, Tsjechië, Roemenië, Bosnië en Macedonië. Door zijn autoritaire stijl van bestuur kwam hij niet zelden in botsing met de vakbonden.
In oktober 2005 kocht hij, nadat de "kleptocratische privatisering" van het Oekraïense staalbedrijf "Kriworyzjstal" ten gunste van familieleden van Leonid Koetsjma en Viktor Janoekovytsj na de Oranje Revolutie ongedaan was gemaakt, dit bedrijf op tegen een aanzienlijk hoger bedrag dan er bij de eerdere privatisering voor was betaald.
In januari 2006 deed hij een - in eerste instantie mislukte - poging tot overname van het Europese staalconcern Arcelor, op dat moment het tweede staalconcern ter wereld. In juni 2006 lukte de overname wel.
Een sterk punt van Mittal in de strijd om de suprematie op de staalmarkt is dat hij met enkele familieleden 45% van de aandelen van ArcelorMittal in handen heeft.

## Privéleven
Lakshmi Mittal woont in Kensington, een van de duurste buurten van Londen, waar hij in 2003 voor £70 miljoen (ongeveer 80 miljoen euro) een monumentaal pand gekocht heeft. Hij heeft een Indiaas paspoort en zegt trots te zijn op zijn land India. Lakshmi Mittal heeft twee kinderen. Zijn zoon Aditya (geboren in 1976) stond zijn vader ter zijde als financieel directeur van ArcelorMittal tot februari 2021 waarna hij het het bedrijf overnam van zijn vader en CEO werd. Voor het trouwfeest van zijn dochter Vanisha, bij het Vaux le Vicomte en het Versailles, dat 5 dagen duurde, heeft Lakshmi niet minder dan 60 miljoen dollar uitgegeven.
Zijn vermogen wordt in 2021 door het zakentijdschrift Forbes geschat op 17,9 miljard dollar. Door de kredietcrisis is de vraag naar staal ingestort.